# Andréia Rosa de Andrade
Andréia Rosa de Andrade (sinh ngày 8 tháng 7 năm 1984), được gọi là Andréia Rosa, là một hậu vệ bóng đá người Brazil chơi cho đội tuyển quốc gia nữ Brazil và câu lạc bộ Na Uy Toppserien Avaldsnes.

## Sự nghiệp câu lạc bộ
Vào thời điểm cô được triệu tập cho Thế vận hội Mùa hè 2008, Andréia Rosa chơi 181 trận cho Ferroviária. Trong những trận đấu đó, cô ghi được 42 bàn thắng từ vị trí trung vệ. Năm 2007, cô được cho Saad mượn nhằm phục vụ trong Copa do Brasil de Futebol Feminino, mà Ferroviária không tham dự.
Vào mùa hè năm 2013, Andréia Rosa tham gia câu lạc bộ đầy tham vọng của Na Uy Avaldsnes, nơi cô chơi bóng cùng những người đồng hương là Rosana và Debinha.

## Sự nghiệp quốc tế
Vào tháng 11 năm 2006, Andréia Rosa ra mắt quốc tế tại Giải vô địch bóng đá nữ Nam Mỹ và giành chiến thắng cùng Brazil với tỷ số cách biệt 6–1 trước Bolivia tại Estadio José María Minella, Mar del Plata. Trong tháng 7 năm 2008, cô tham gia vào một "vụ va chạm bạo lực" với Abby Wambach trong nửa đầu của một trận giao hữu ở San Diego. Wambach bị gãy xương chày và gãy xương, việc này khiến một thanh titan được đưa vào chân trái của cô.
Andréia Rosa được đưa vào đội hình 18 cầu thủ của Brazil tham gia giải đấu Thế vận hội Bắc Kinh 2008 và bắt đầu trận đấu đầu tiên của đội; một trận hòa 0–0 với Đức tại sân vận động Trung tâm thể thao Olympic Thẩm Dương. Mặc dù cô không tham gia vào trận đấu, cô giành được huy chương bạc khi Brazil thua trận chung kết 1–0 sau hiệp phụ với đội tuyển Mỹ.
Cô không là cái tên được lựa chọn tham gia cho đội tuyển bóng đá nữ World Cup Brazil trong cả hai năm 2007 và 2011.